# Municipio de Ixcan
Municipio de Ixcan är en kommun i Guatemala.   Den ligger i departementet Departamento del Quiché, i den centrala delen av landet, 150 km norr om huvudstaden Guatemala City.